# Iżewskij Miechaniczeskij Zawod

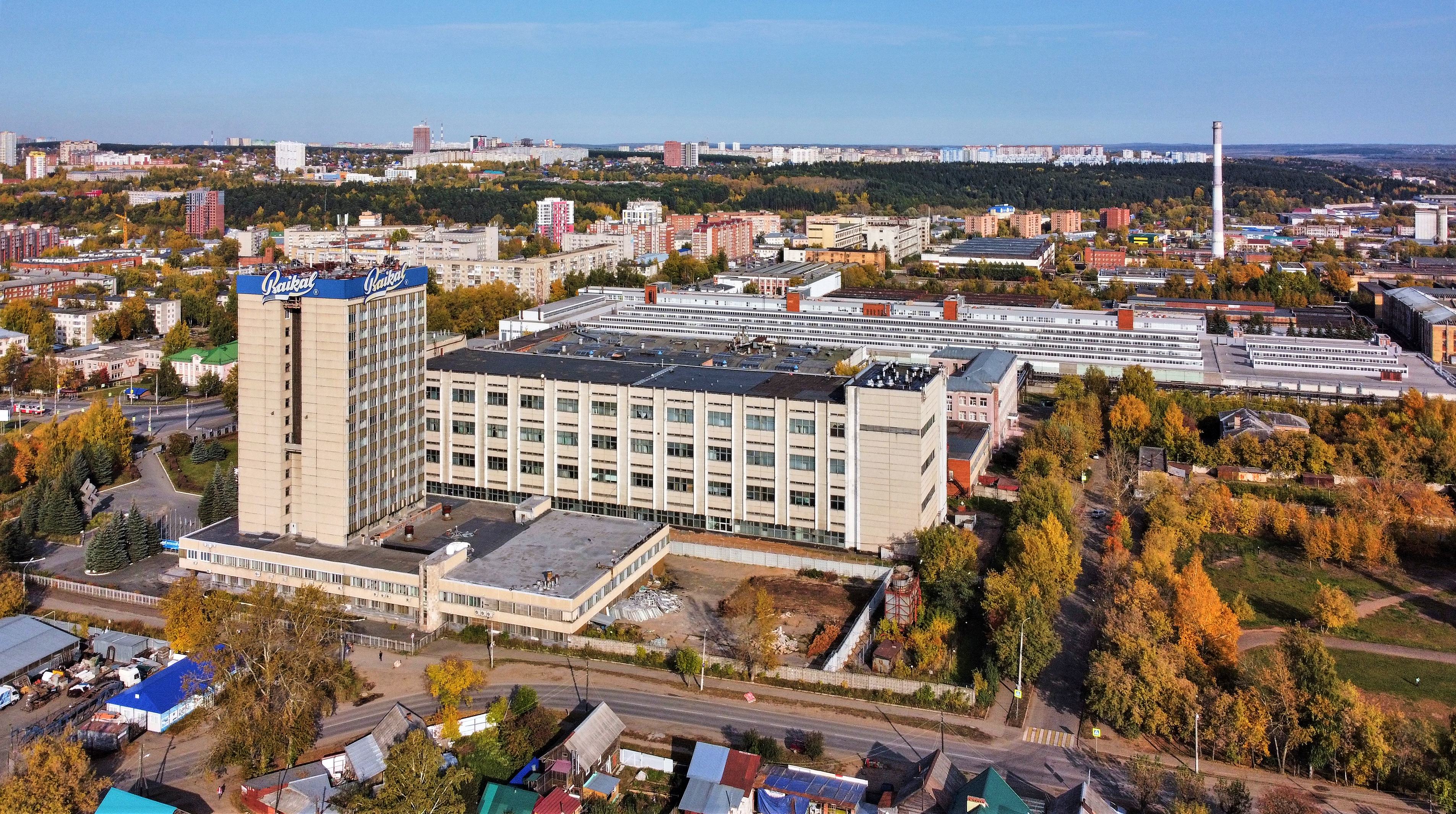
Zakłady produkcyjne w Iżewsku

Iżewskij Miechaniczeskij Zawod (Ижевский Механический Завод, Iżewskie Zakłady Mechaniczne) – rosyjskie przedsiębiorstwo państwowe znajdujące się w Iżewsku, produkujące broń strzelecką, elektronarzędzia, urządzenia pakujące, części do samochodów, wyposażenie szybów wiertniczych, urządzenia medyczne, sprzęt AGD, wyposażenie medyczne oraz podzespoły elektroniczne. Broń tej firmy jest sprzedawana pod marką Bajkał.

## Produkcja zbrojeniowa
Zakłady założono podczas II wojny światowej, 20 lipca 1942, dla produkcji broni strzeleckiej, jako zakład nr 622, wydzielony z Iżewskich Zakładów Maszynowych. Podczas wojny wyprodukowano 1,3 miliona pistoletów TT i rewolwerów oraz 130 tysięcy karabinów przeciwpancernych PTRD i PTRS. Po wojnie Iżewskij Miechaniczeskij Zawod pozostał głównym producentem pistoletów dla Armii Radzieckiej. W 1951 roku rozpoczęto w nim produkcję pistoletu PM będącego do dziś głównym wzorem broni krótkiej rosyjskiej armii.
W 1949 roku rozpoczęto w Iżewskich zakładach produkcję broni myśliwskiej. Pierwszą bronią tego rodzaju produkowaną w Iżewsku była strzelba Иж-49 (Iż-49, strzelby produkowane na rynki zachodnie mają wybijane oznaczenie IJ). Była to kopia dubeltówki Sauer Model 9. Później ofertę rozszerzono o broń sportową –popularne również w Polsce pistolety sportowe MCM Margolin i IŻ-35m.
Od lat 60. produkowano także części dla przemysłu motoryzacyjnego, jak silniki motocykli Iż Jupiter (aż 5 mln sztuk), tylne mosty i wały napędowe samochodów Moskwicz 408 i innych marek oraz sprężarki do systemów hamulcowych.
Po rozpadzie ZSRR w związku ze zmniejszeniem zamówień na broń dla armii rosyjskiej, zakłady produkują m.in. narzędzia, sprzęt medyczny, elektronikę i części samochodowe. Zintensyfikowano także produkcję broni strzeleckiej na zagraniczne rynki cywilne.